# Cornățel (okręg Bacău)
Cornățel – wieś w Rumunii, w okręgu Bacău, w gminie Urechești. W 2011 roku liczyła 746 mieszkańców.